# Gare de Hatta
La gare de Hatta (八田駅, Hatta-eki) est une gare ferroviaire de la ville de Nagoya, dans la préfecture d'Aichi au Japon. Elle est exploitée par la JR Central et le métro de Nagoya.

## Situation ferroviaire
La gare de Hatta est située au point kilométrique (PK) 3,8 de la ligne principale Kansai et au PK 0,9 de la ligne Higashiyama.

## Histoire
La gare a été inaugurée le 1er février 1928. Le métro y arrive le 21 septembre 1982.

## Services aux voyageurs

### Accès et accueil
La gare dispose d'un bâtiment voyageurs, avec guichet, ouvert tous les jours.

### Desserte

#### JR Central
- Ligne principale Kansai :
  - voies 1 et 2 : direction Kameyama
  - voies 2 et 3 : direction Nagoya

#### Métro de Nagoya

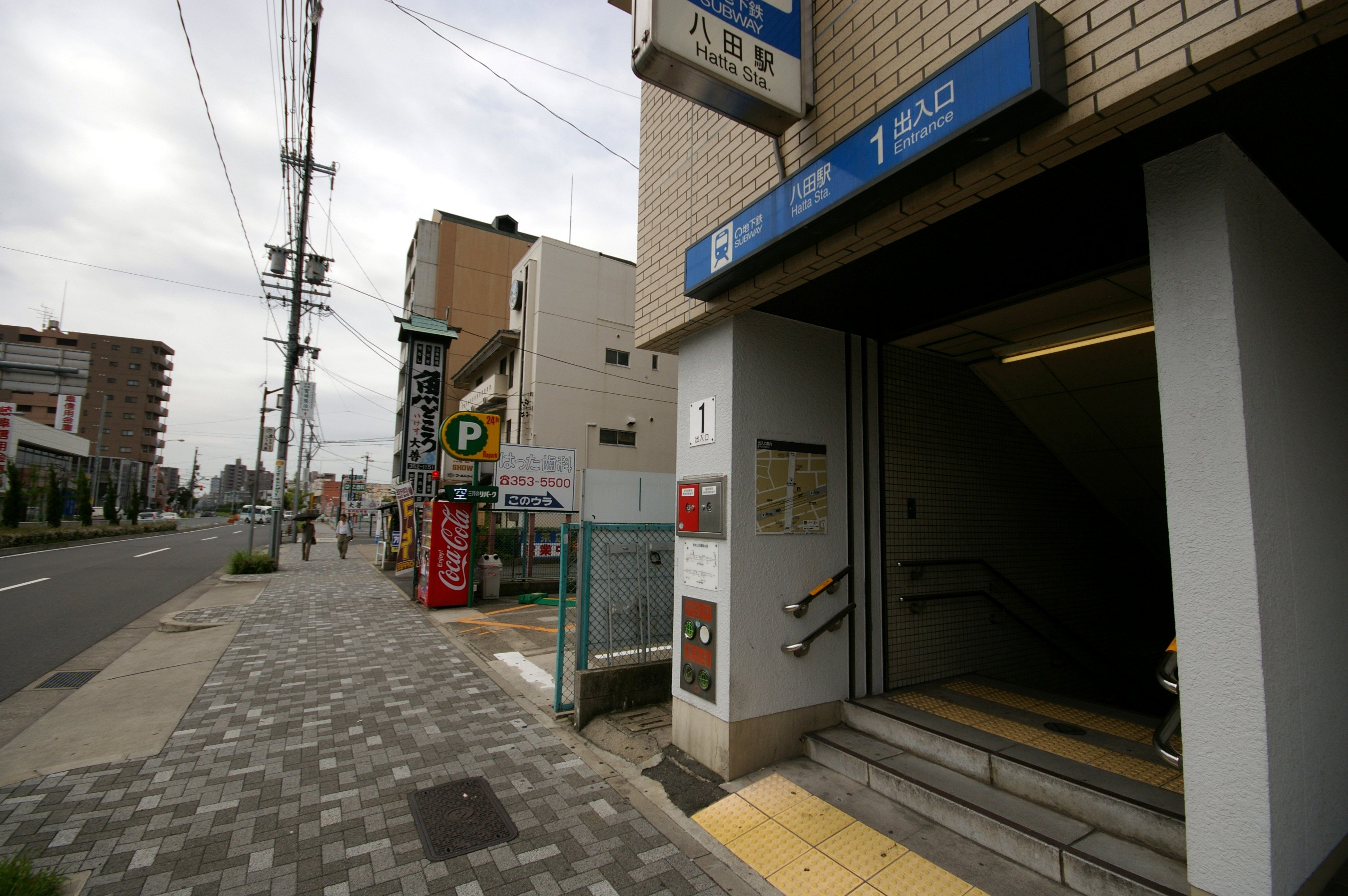
Entrée de la station de métro

- Ligne Higashiyama :
  - voie 1 : direction Fujigaoka
  - voie 2 : direction Takabata

### Intermodalité
La gare de Kintetsu-Hatta (ligne Kintetsu Nagoya) est située à proximité immédiate.